# 雷诺·加缪
让·雷诺·加布里埃尔·加缪（法語：Jean Renaud Gabriel Camus，1946年8月10日—）是法国作家和白人民族主义阴谋论者。他以大取代理论而闻名，这是一种阴谋论，认为一个全球精英正在与欧洲白人密谋，用非欧洲人取代他们。
加缪对《大取代》的观点被翻译到右派为主的网站上，并被右翼团体采纳，以强化他们的白人种族灭绝阴谋论。

## 早年作为小说家的生活和事业

### 家庭与教育（1946－1977）
勒诺·加缪于1946年8月10日出生于法国中部一个保守的乡村小镇——奥弗涅的查马里尔斯。他生长在一个资产阶级家庭，是企业家里昂·加缪和律师凯瑟琳·古尔迪亚特的儿子。他的同性恋身份暴露后，他的父母和他断绝关系。当时他21岁，还是一名社会主义者。1968年5月，他在巴黎参加了支持同性恋者、双性恋者和变性者的游行活动。

加缪于1963年在奥弗涅的克莱蒙费朗获得了哲学学士学位。他在牛津大学圣克莱尔学院（1965-1966年）学习法律，在巴黎索邦大学获得文学学士学位，1970年在巴黎政治学院获得哲学硕士学位。1971年至1972年，他在阿肯色州康威的亨德里克斯学院教授法国文学。1972年至1976年，他担任百科全书出版商格罗里埃的政治科学编辑。从1970年到1976年，他还是法国图书出版商的专业读者和文学顾问。

### 有影响力的“同性恋作家”（1978－1995）
1978年回到巴黎后，加缪很快开始在作家和艺术家中流传，比如罗兰·巴特、安迪·沃霍尔、吉尔伯特和乔治。在上世纪90年代末之前，加缪一直以小说家和诗人的身份为人所知。1977年，加缪凭借小说《改变》（（Echange）获得Feneon文学奖;1996年，法国科学院授予他文学奖，以表彰他之前的小说和挽歌。加缪的这段人生经历让美国杂志《国家》（The Nation）在2019年给他贴上了“同性恋偶像”的标签，称他“成了白人至上主义的理论家”，尽管加缪在1982年就拒绝了“同性恋作家”的概念。
一些英语媒体称加缪为“前卫的同性恋作家”，加缪于1979年出版了《骗局》（Tricks），这是一部“编年史”，由哲学家罗兰·巴特撰写的序言，讲述了法国和其他地方的同性恋遭遇；它仍然是加缪被翻译最多的作品。 1980年出版的《诡计和美景公園》被认为在当时的LGBT群体中具有影响力。加缪还是法国同性恋杂志《Gai Pied》的专栏作家。
加缪在上世纪七八十年代曾是社会党成员，并在1981年投票支持法国总统大选的获胜者弗朗索瓦·密特朗。31年后，在2012年的总统大选中，他以这样的言辞批判了社会党:“社会党发布了一份名为《改变文明》的政治纲领。”相反，我们是拒绝改变文明的人之一。”
1992年，46岁的加缪卖掉了他在巴黎的公寓，用这笔钱买了一座14世纪的城堡，并开始修复它。几年后，他顿悟，他说，这导致了“大取代”的概念。到2019年，加缪仍然住在城堡里。因为加缪得到了政府的资助来帮助修复这座城堡，其中包括重建一座17世纪拆除的10层塔楼，加缪被要求在一年中有一段时间对公众开放。

## “大取代”阴谋论

### 发展（1996–2011）

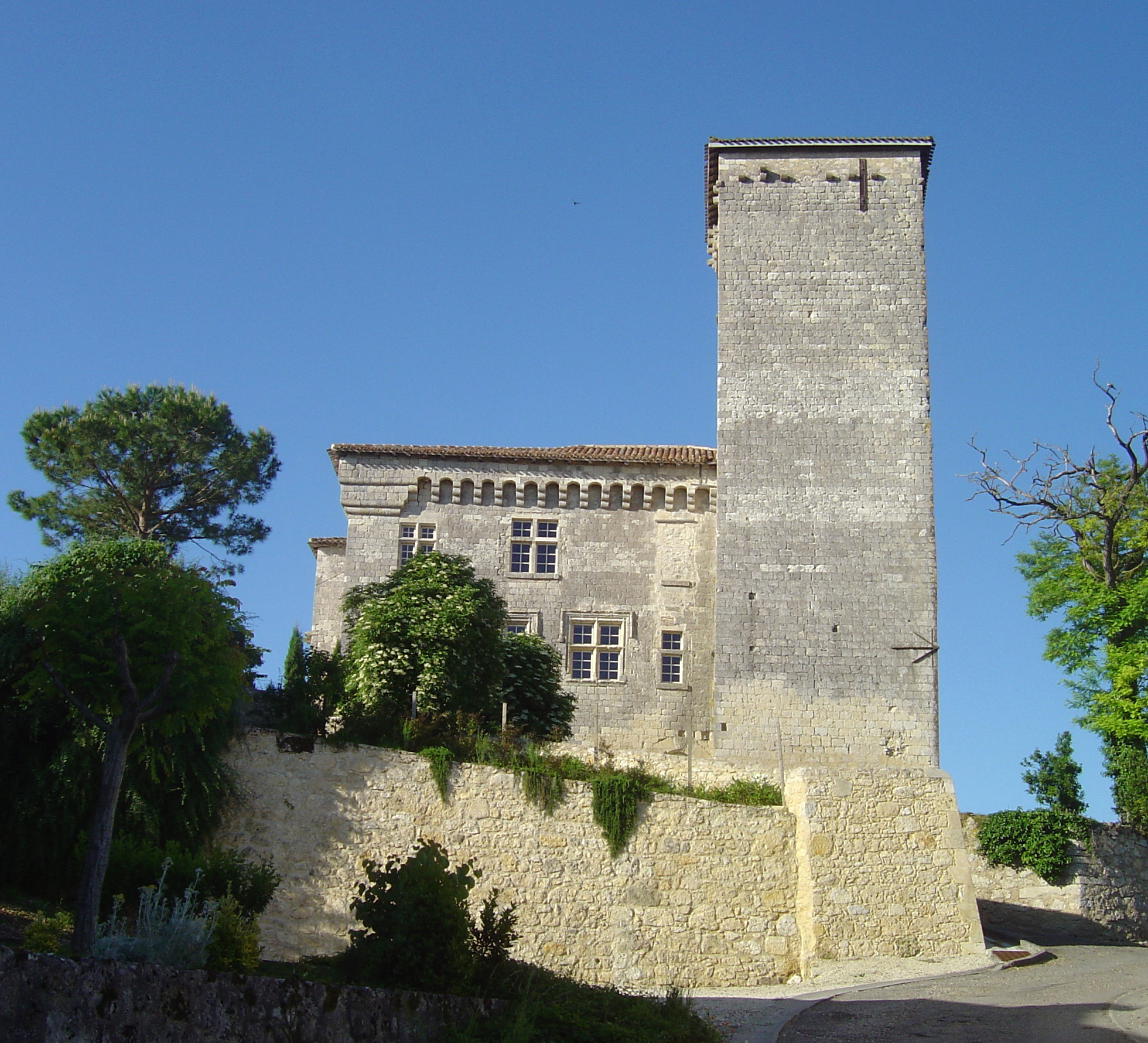
这座城堡是雷诺·加缪位于南法奥克西塔尼大区的家

加缪说，他是在1996年编辑一本关于埃罗特学院的指南时开始设想他的阴谋论的。他声称，他“突然意识到，在有些非常古老的村庄里……人口完全变了，”他补充道，“就是从那时起我开始有这样的一种理论。”
加缪曾一度支持左翼南方主义政治家让-皮埃尔·舍韦内芒，然后在2002年的总统选举中投票支持生态学家候选人诺埃尔·马梅雷。同年，他成立了自己的种族主义政党，即“无伤害党”，尽管直到2012年总统大选才公开成立。该党主张反移民，即将所有移民及其家属送回其原籍国，并在未来完全停止移民。
他还宣称，理解他的“大取代”理论的关键可以在他2002年出版的一本关于美学的书中找到，这本书名为《意义》。在这本书中，受柏拉图和克拉底鲁对话的启发，他写道，“法国”和“法国”等同于自然和物理的现实，而不是合法的现实;这是一种类似于夏尔·莫拉斯对“合法国家”和“真实国家”的区分。
自从他2010年和2011年出版的两本书《没有伤害的启蒙》和《大取代》以来，加缪一直在警告所谓的“大取代”的危险。这两本书都没有以英文出版。阴谋论认为，通过大规模移民、人口增长和欧洲出生率下降，“替代精英”正在密谋反对法国白人和欧洲人，以非欧洲人取代他们，特别是来自非洲和中东的穆斯林人口;他把这个假想的过程称为“替代种族灭绝”。为了推广他的理论，加缪参加了2010年12月和2011年3月由欧盟委员会组织的两次会议。

### 政治激进主义(2012年至今)
他是2012年法国总统选举的候选人，他的计划从“严肃的提议，如遣返外国出生的罪犯”，到法国政治中不寻常的主题，如“沉默的权利，废除风力发电场，禁止路边广告，为未受破坏的地方建立避难所，停止生产速度超过限速的汽车，承认以色列、巴勒斯坦和中东基督徒的大黎巴嫩”。尽管如此，他未能获得足够多的当选代表的提名，从而无法参加总统竞选，最终他决定支持玛丽娜·勒庞。

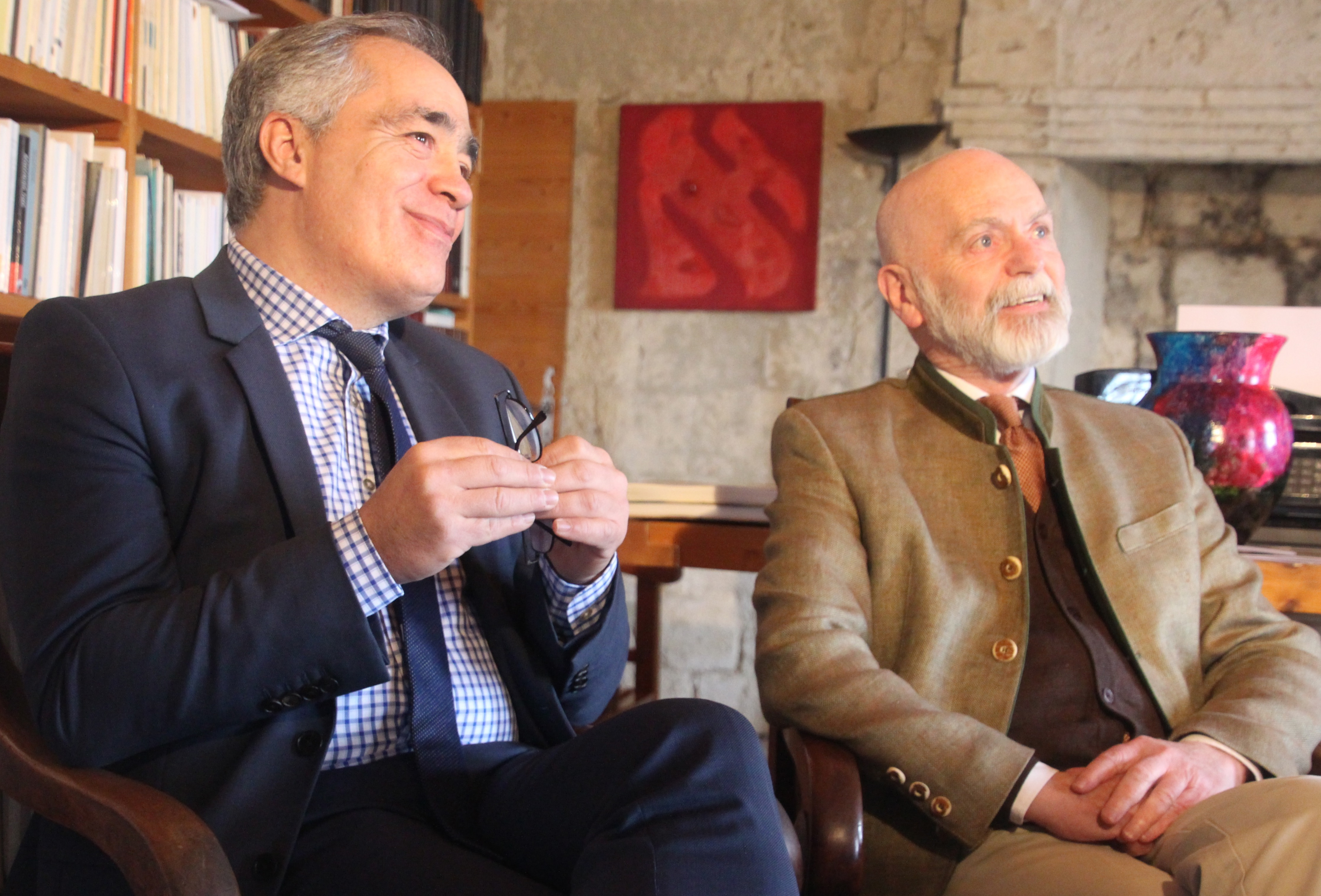
雷诺·加缪和卡里姆·乌奇克在2019年欧洲议会选举

2017年，法国散文家阿兰·芬基尔克罗在法国公共广播电台文化节目的文艺脱口秀回答中邀请加缪就“大取代”展开辩论，引发了争议。芬基尔克罗为自己的选择辩护说，加缪“无处可闻，无处可见，但他塑造了一种无处不在的表达方式。”
2017年11月9日，加缪与卡里姆·乌奇克共同成立了欧洲抵抗运动全国委员会，类似于二战时期的全国抵抗运动委员会。然而泛欧主义的一些其他人物则支持移民，反对“大取代”理论。
2017年12月，他宣布:“(2017年)举行的总统选举是通过政治手段解决非法移民的最后机会。我不相信之后还能通过政治手段解决这一问题，因为2022年，非法移民将会掌控选举，这一问题将永远不会通过政治手段解决。”
2017年，在弗吉尼亚州夏洛茨维尔举行的团结右翼集会上，白人至上主义者的抗议者高喊着“你们不会取代我们”和“犹太人不会取代我们”。 加缪表示，他不支持纳粹或暴力，但他理解美国白人为什么会对被取代感到愤怒，而且他赞同这种情绪。2018年11月，他出版了一本直接用英文写的面向国际公众的书，书名为《你不会取代我们!》
2019年5月，加缪和卡里姆·乌奇克一起竞选欧洲议会选举，口号是:“我们不会离开欧洲，我们会让非洲离开欧洲”。在竞选期间，一张选票上的候选人跪在海滩上画的巨大卍字前的照片再次出现在社交媒体上。加缪决定退出选举，声称纳粹党所用的十字记号“与他毕生奋斗的目标完全相反”。截至2020年3月，他仍在推特上为他的“大取代”阴谋论辩护。他在推特上非常活跃，有4万多名粉丝。

## 观点

### 关于白人民族主义恐怖主义
加缪一再表示，他谴责与他的想法相呼应的暴力袭击和恐怖主义行为，称它们是“占领者的行径”。然而，他使用“殖民主义”和“占领者”等措辞来给非欧洲移民及其子女贴上标签，被认为是在含蓄地呼吁暴力。加缪否认侮辱所有穆斯林，但他相信在轻微犯罪和伊斯兰恐怖主义之间存在一条完整的界线:“警方知道所有恐怖分子，不是因为恐怖主义行为或宗教极端主义，而是因为轻微的盗窃和银行袭击，甚至是像袭击郊区火车上的老太太或邻居之间的冲突这样的小事。”他在另一篇演讲中补充说:“我们谈论的是反恐斗争:在我看来，没有恐怖分子，一个也没有。有些居住者为了更好地提醒我们谁是主人，会时不时地杀害一些人质。”
因此，我认为，我们正进入一场将不再是政治性的斗争的绝对必要性，这场斗争有两个主要的激励来源:抵抗运动和反殖民斗争。我们被占领了——我绝对不害怕这个词，我经常谈论第二种占领。我们也遵循一切反殖民斗争的传统。已经独立的阿尔及利亚认为，如果移居者不离开，它就不会真正独立。我还认为，如果占领者不离开或殖民化，即不重新移徙，领土就不会得到解放。反对非殖民化斗争的所有主要文本都令人钦佩地适用于法国，特别是弗朗茨·法农的文本。面对这种情况，我建议公开抵抗，也就是反抗。——雷诺·加缪。2017年12月2日《还击莱客10年演讲》

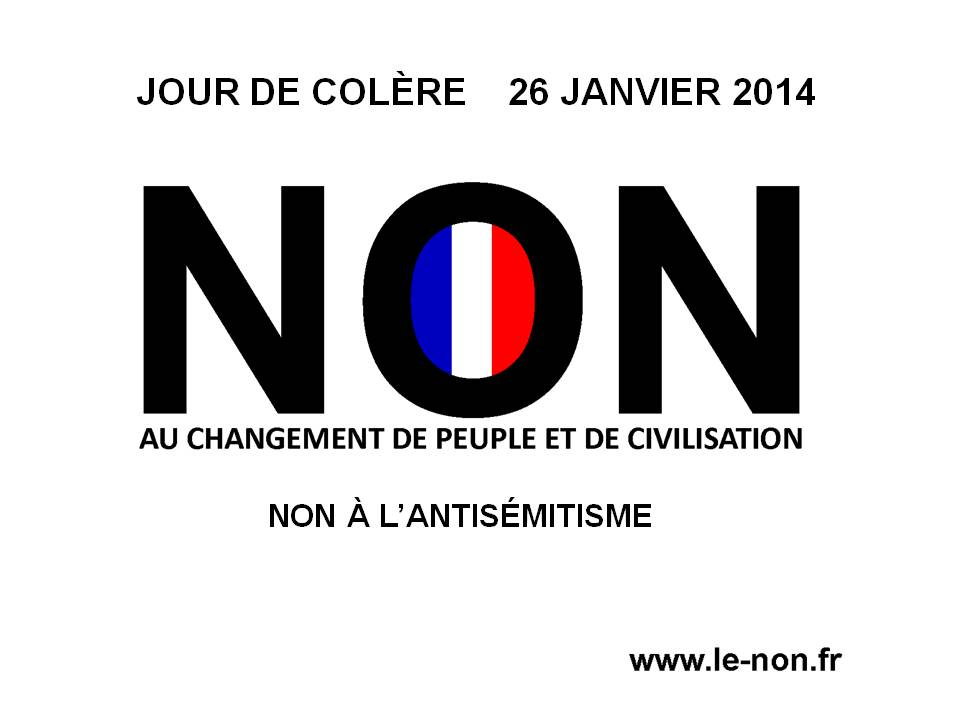
法國2014年“愤怒日”抗议的宣传册:“反对人民與文明的變更，反对反犹主义”

学者尼古拉斯·班塞尔、帕斯卡·布兰查德和艾哈迈德·布贝克指出:“在‘大取代’理论中，其实是在宣布一场内战。这个观点是极端的——过于简单以至于任何人都能理解——因为它验证了对国家的种族定义。”2014年4月，加缪被罚款4000欧元，原因是他将穆斯林称为“流氓”和“士兵”，并在2010年12月由“身份标识集团”和“反击莱科”组织的一次会议上称其为“一个意图征服法国领土并将现有人口驱逐出某些地区的集团的武装派别”。2015年4月，巴黎上诉法院确认了这一判决。

### 反犹主义的指控
加缪1994年的日记于2000年出版，书名为《法国的战斗——雷诺·加缪》。他在日记中评论道，法国文化公共广播电台的定期文学评论家小组成员中大部分是犹太人，在他看来，他们倾向于专门讨论犹太作家和以犹太社区为中心的问题。这一指责招致了一些法国记者的批评，如马克·魏茨曼和让·丹尼尔，他们谴责加缪的言论是反犹太的。一篇由弗雷德里克·密特朗、伊曼纽尔·卡雷尔、克里斯蒂安·康巴茨或卡米尔·劳伦斯签名的社论以言论自由的名义为加缪辩护，而另一篇由雅克·德里达、谢尔盖·克拉斯菲尔德、克劳德·兰茨曼、让-皮埃尔·维南或菲利普·索勒斯签名的社论则认为，种族主义和反犹主义，正如加缪在日记中所说的那样，不应该享有这种自由。
自那以后，加缪在法国犹太保守派思想家中赢得了许多支持者，其中最著名的是阿兰·芬基尔克罗，他自2000年以来一直在这场争议中站在加缪这边。芬基尔克罗在2019年对《国家》杂志说，“人口取代不是阴谋论”，但他驳斥了加缪经常谈论的“替代种族灭绝”。埃里克·泽穆尔是一名有着塞法迪犹太人血统的法国保守派记者，他是加缪理论最著名的主流倡导者之一。此外，各种说法语的右翼和极右翼犹太人网站，都积极接受加缪的阴谋论，并呼吁他们的读者研究他的书。
政治学家让-伊夫·加缪和历史学家尼古拉·勒布尔指出，与白人种族灭绝阴谋论的起源相反，雷诺·加缪的“大取代理论”没有包含反反犹太的阴谋，而这正是他们认为的成功的原因之一。法国记者扬·莫伊于2017年指控加缪是反犹分子，并于2019年3月13日被法国上诉法院以诽谤罪罚款3000欧元。2020年1月，法国最高法院推翻了对莫伊的定罪，认为他的言论“是一种观点的表达，是对原告人格的价值判断……，而不是对具体事实的归罪。”

### 民主和多元文化
加缪认为民主是高雅文化的退化，支持精英阶层作为文化守护者的体制，反对多元文化主义。

### LGBT权益
加缪是公开的同性恋者，并支持同性婚姻。他说，在保守的伊斯兰教中，对同性恋的憎恶和对LGBT权利的反对，为反穆斯林情绪提供了理由，而主流左翼往往优先捍卫伊斯兰教和反种族主义，而不是批评穆斯林对同性恋的憎恶。

## 影响
在伊福普研究所2018年12月的一项调查中，25%的法国人支持“大取代”理论，46%的受访者认为自己是"黄背心"。加拿大政治活动人士劳伦·南斯在2017年7月发布的YouTube同名视频中引用了这一理论。2019年，南斯的视频吸引了67万多名观众，被认为帮助推广了这一理论。
“大取代”理论是“身份主义”的一个关键意识形态组成部分。身份主义是起源于法国的一股白人民族主义，后来在欧洲和西方世界其他地方流行起来。这也是恐怖分子布兰登·哈里森·塔兰特发表的一份宣言的名字，他是澳大利亚出生的行凶者，在新西兰基督城的诺尔清真寺和林伍德伊斯兰中心制造了枪击案，造成51人死亡，50人受伤。同样，《难以忽视的真相》还引用了布兰登·哈里森·塔伦特的宣言和大取代理论。2019年，美国德克萨斯州埃尔帕索市沃尔玛超市枪击案的行凶者帕特里克·克鲁修斯导致22人死亡，24人受伤。